# زمین‌لرزه ۱۳۵۶ ناغان
زمین‌لرزه ناغان در تاریخ ۶ آوریل ۱۹۷۷ میلادی، برابر با ‎۱۷ فروردین ۱۳۵۶، ساعت ۱۳:۳۶:۳۷ به زمان یوتی‌سی در ناغان ایران رخ داد. ژرفای این زلزله ۱۰٫۹ کیلومتر بود، و بزرگی آن ۶ در مقیاس Mw اعلام شده‌است. زمین‌لرزه به وقت محلی در روز چهارشنبه، ساعت ۱۶٫۵ روی داده و منطقه زمانی آن یوتی‌سی +۳٫۵ بوده‌است .
سازمان زمین‌شناسی آمریکا نیز رومرکز این زمین‌لرزه را در مختصات ۳۱°۵۸′۵۹″شمالی ۵۰°۴۰′۵۹″شرقی / ۳۱٫۹۸۳°شمالی ۵۰٫۶۸۳°شرقی و ژرفای آن را در ۴۱ کیلومتر گزارش کرده‌است. بزرگی برگزیدهٔ این سازمان از میان بزرگیهای محاسبه‌شدهٔ مختلف ۵٫۹ در مقیاس Ms بوده و از دید اثر، در میان چهار دسته‌بندی «نامحسوس»، «محسوس»، «زیان‌آور» یا «با تلفات»، زلزله را «با تلفات» اعلام کرده‌است.
پروژهٔ «تنسور گشتاور مرکزوار» زاویه‌های (راستا، شیب، ریک) گسل سازندهٔ زمین‌لرزه و صفحه عمود بر آن را (°۲۲۰، °۵۸، °۲۸) یا (°۱۱۴، °۶۶، °۱۴۴) و نوع گسل را «امتدادلغز» فرارسانده‌است.
شمار کشتگان زلزله حدود ۳۶۶ نفر بوده‌است.تعداد زخمیان ۲۰۰ نفر برآورده شده‌است.